# Powstanie moskiewskie (1648)

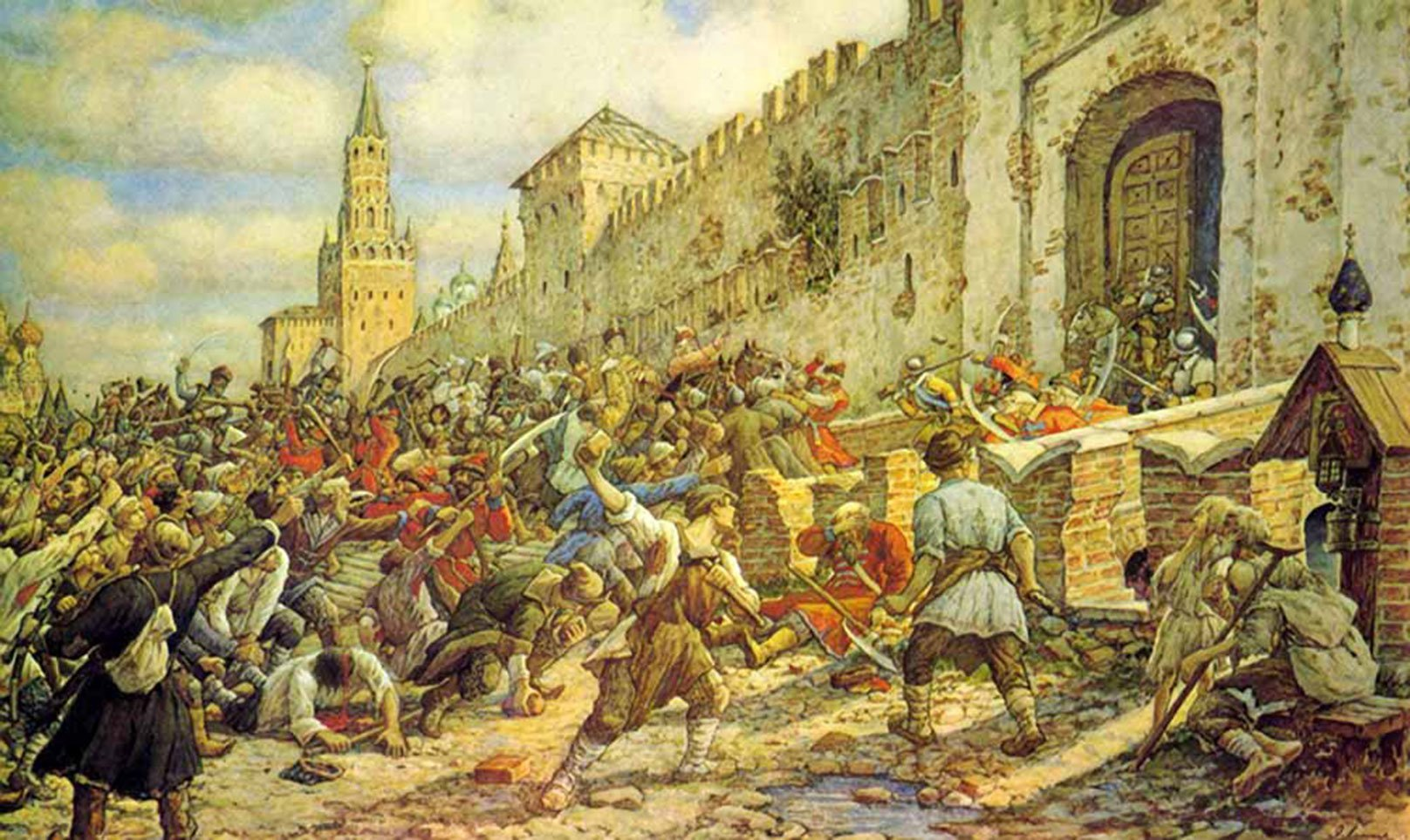
„Bunt solny”, obraz E. Lissnera

Powstanie moskiewskie z 1648 zwane także buntem solnym (rosyjski: Соляной бунт, Московское восстание 1648) – wystąpienie ludności Moskwy przeciwko wprowadzonemu przez rząd ujednoliconemu podatkowi od soli. Pomysłodawcy projektu liczyli, iż nowy podatek uzupełni braki w budżecie Rosji, jednak jego następstwem było także podniesienie cen soli, co uderzyło w przeciętnych Rosjan używających znacznych ilości soli do konserwacji żywności, zwłaszcza ryb.

## Początki buntu
Oburzenie, jakie wywołał nowy podatek wśród chłopów i mieszczan, zmusiło rząd do jego wycofania, przy jednoczesnym powzięciu decyzji o ściągnięciu należności zań z trzech ostatnich lat. 1 czerwca 1648, kiedy car Aleksy I powracał do Moskwy z podróży do ławry Troicko-Siergijewskiej, otoczył go tłum mieszkańców miasta skarżący się na bojarów i urzędników, których obwiniał za tak dużą presję fiskalną. Carska obstawa zaatakowała i przepędziła tłum, co spowodowało wybuch niezadowolenia i wzmogło nastroje buntownicze. 1 czerwca strzelcy moskiewscy przyłączyli się do zbuntowanych mieszkańców miasta. Buntownicy wdarli się na Kreml i zażądali ustąpienia bojara Borysa Morozowa (który stał wówczas na czele rządu), jego szwagra Piotra Trachaniotowa i Leontija Pleszejewa (szef prikazu ziemskiego, zajmującego się m.in. ochroną porządku publicznego w Moskwie). 3 czerwca car został zmuszony do wydania ludowi Pleszejewa, który został zamordowany. Buntownicy podpalili Białe Miasto i Kitajgród, dzielnice zamieszkiwane przez bojarów. Doszło do złupienia około 70 domów, należących do najbardziej znienawidzonych przez mieszkańców Moskwy bojarów, kupców i okolniczych. Piotr Trachaniotow próbował salwować się ucieczką, ale został schwytany i zabity 5 czerwca.

## Druga faza buntu
6 czerwca z powstania wycofali się strzelcy, którym obiecano zapłatę zaległego żołdu i podwyżkę. Mimo to car 11 czerwca złożył z urzędu Borysa Morozowa i wysłał go do monasteru Cyrylo-Biełozierskiego. Po tym wydarzeniu powstanie zaczęło wygasać i tracić poparcie mieszkańców Moskwy. Chcieli to wykorzystać bojarowie ze środowisk nieprzychylnych Morozowowi. Grupą tą kierowali książę Jakow Czerkaski i Nikita Romanow. Zaczęli oni dzielić pieniądze i ziemię między swoich stronników, poczynili też wiele ustępstw wobec buntowników, np. zgodzili się na odroczenie spłaty zaległych podatków. Rząd dążył do wprowadzenia podziałów między rebeliantami a gdy to się udało i stracili oni poparcie, szybko się z nimi rozprawił, dokonując aresztowań i egzekucji. 22 października Borys Morozow powrócił do Moskwy i ponownie objął urząd szefa rządu.

## Koniec buntu
W niektórych częściach Rosji, idąc za przykładem Moskwy, mieszkańcy podnosili bunt przeciwko zbyt dużym obciążeniom fiskalnym. Wszystkie rebelie zostały jednak stłumione do stycznia 1649 roku z powodu odwrócenia się szlachty od powstańców. Żądania, które podniosła szlachta, wykorzystując niezadowolenie społeczne – czyli zwołanie soboru ziemskiego, uchwalenie Ułożenia soborowego, zmiana rozłożenia obciążeń podatkowych i wydłużenie czasu na poszukiwanie zbiegłych chłopów – zostały w większości spełnione i nie miała ona interesu, aby nadal walczyć.